# Michael Eavis
Athelstan Joseph Michael Eavis (ur. 17 października 1935 w Pilton (Somerset)) – brytyjski mleczarz, znany jest jako pomysłodawca i fundator Glastonbury Festival.

## Życiorys
Edukację rozpoczął w Wells Cathedral School, po ukończeniu której podjął naukę w Thames Nautical Training College. Później dostał się do Brytyjskiej Marynarki Handlowej. W roku 1958 zmarł jego ojciec, lokalny kaznodzieja metodystyczny, po którym odziedziczył farmę Worthy. W 1969 wraz z drugą żoną Jean gościł na festiwalu Bath Blues, co zainspirowało go do zorganizowania własnego niekomercyjnego festiwalu już w rok później. Impreza ta następnie przerodziła się w znany dziś Glastonbury Festival.
W wyborach w Wielkiej Brytanii w roku 1997 Eavis kandydował w okręgu wyborczym Wells z ramienia Labour Party , zdobywając największą w obrębie partii liczbę głosów – 10,204. Jednak w roku 2004 w proteście przeciwko udziałowi wojsk brytyjskich w wojnie w Iraku zasugerował wyborcom Labour Party oddanie swoich głosów na Partię Zielonych.
Jean zmarła w roku 1999, i od tej pory aktywniejszy udział w przedsięwzięciu zaczęła brać córka Michaela, Emily. Wraz ze swą matką i trzecią żoną, pozostaje on wiernym członkiem wspólnoty metodystycznej.
W październiku 2006 objął stanowisko przewodniczącego Izby Handlu i Przemysłu w Somerset. Uzyskał tytuł doktora honoris causa na University of Bath i University of Bristol. W roku 2007 został Komandorem Orderu Imperium Brytyjskiego